# Ker-Ys

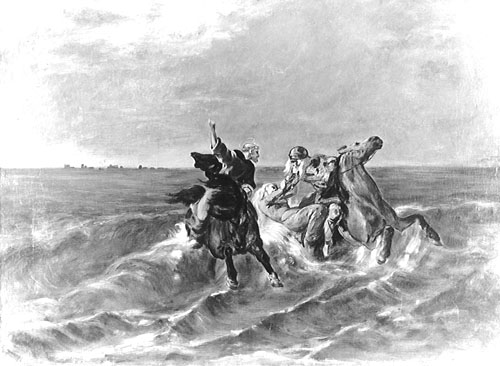
De vlucht van Gradlon

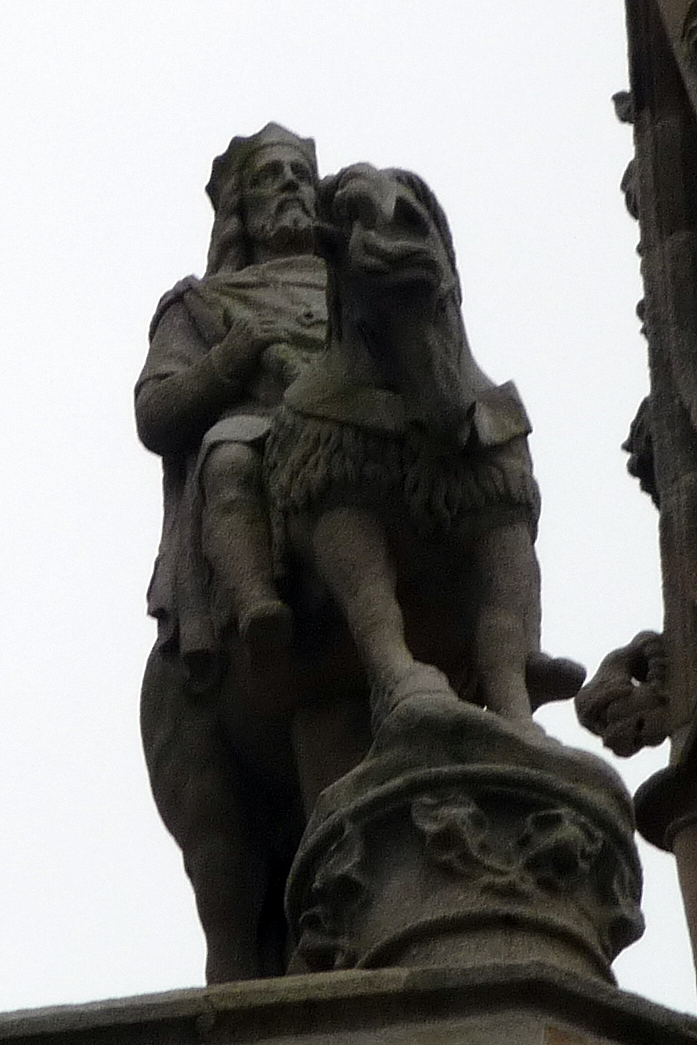
Standbeeld van Gradlon op de kathedraal van Quimper

Ker-Ys, ook gespeld als Ys of Is (ker betekent stad in het Bretons) is een mythische stad die onder water is verdwenen.
Volgens de legende was Ys gebouwd aan de baai van Douarnenez in Bretagne. Maar door het stijgen van de zee moest de stad door het aanleggen van een grote dijk beschermd worden tegen onderlopen. In de dijk was een grote poort die met laag tij geopend kon worden. In een andere versie was de stad gebouwd door koning Gradlon voor zijn dochter Dahut, die een grote liefde voor de zee had.
De legende van Ys speelt zich af op het einde van de vijfde eeuw na Christus. De Romeinen hebben zich in deze tijd teruggetrokken uit Noordwest-Europa. In het machtsvacuüm ontstaan diverse rijkjes. De nieuwe godsdienst, het christendom, heeft het moeilijk, maar zij weet zich vooral door het stichten van kloosters te handhaven. Toch komen de oude godsdiensten met het verdwijnen van het centrale gezag weer sterk op. In Bretagne vooral de Keltische druïde-cultuur.
In de legende van Ys is Gradlon een christelijk vorst, die echter ruimdenkend is voor de oude godsdienst. Zijn dochter Dahut is een aanhanger van de druïde-cultuur. 
Ys is een mooie en indrukwekkende stad, maar vervalt onder de invloed van Dahut tot het kwaad. Dahut organiseert grote orgieën en heeft de gewoonte haar minnaars na een heftige nacht te vermoorden.
De christelijke Sint Gwénolé, adviseur van de koning, waarschuwt Gradlon voortdurend voor het gedrag van zijn dochter, maar tevergeefs. Op een nacht steelt Dahut op aanraden van een minnaar de sleutel van de poort van Ys. Zij opent de poort en in een woeste storm stort de oceaan zich op de stad.
Gradlon weet te vluchten op zijn magisch paard en neemt zijn dochter Dahut mee. Op aanraden van sint Gwénolé moet hij Dahut, volgens Gwénolé een demon, van zich afwerpen. Gradlon gehoorzaamt en Dahut verdwijnt in de zee. Volgens de legende zou zij als morgen (een soort zeemeermin) gedoemd zijn klagend te zingen over het verdwijnen van Ys. 
Gradlon zelf zou zich vestigen in de stad Quimper. Daar staat ook nu nog een standbeeld van koning Gradlon voor de kathedraal van sint Corentin. Als de zee kalm is zou men de klokken van Ys nog kunnen horen.

## Historisch
Er heeft in de genoemde tijd een koning Gradlon geleefd. Over de stad Ys zelf is niets concreets te zeggen. Maar wel klopt het dat de kust van Bretagne gezakt is en dat er meer verhalen zijn over steden die onder de golven verdwenen zijn. 
In de negentiende eeuw verzamelde de filoloog Théodore Hersart de la Villemarqué vele Bretonse verhalen in zijn werk Barzaz Breiz. Het werk zou voor de Bretonse cultuur even belangrijk zijn als de Kalevala voor de Finse cultuur. Het verhaal van Ys is een van de belangrijkste verhalen in zijn geschriften.